# Kalinkowicze Południowe
Kalinkowicze Południowe (biał. Калінкавічы-Паўднёвыя, ros. Калинковичи-Южные) – stacja kolejowa w pobliżu miejscowości Kalinkowicze, w rejonie kalinkowickim, w obwodzie homelskim, na Białorusi. Leży na linii Żłobin - Mozyrz - Korosteń.